# Ausanius Detterle
Ausanius Detterle OCist, Taufname Johannes Michael; (* 22. August 1755 in Aspach (Innkreis); † 20. Februar 1829 in Raitenhaslach) war ein österreichischer Zisterzienser. Von 1801 bis 1803 amtierte er als letzter Abt des Klosters Raitenhaslach.

## Leben
Ausanius Detterle war das älteste Kind des Schulmeisters und Organisten Anton Detterle († 19. Dezember 1801) und dessen Ehefrau Maria Schäll († 1781) aus Aspach. Detterle besuchte zunächst das Akademische Gymnasium Salzburg der Benediktineruniversität Salzburg und trat im Anschluss in das Kloster Raitenhaslach ein. Nachdem er am 23. September 1780 durch den Salzburger Fürstbischof  Hieronymus von Colloredo die Priesterweihe erhalten hatte, nahm er eine Stelle als Hauslehrer für Mathematik im Kloster an. Zwischen 1793 und 1796 war er Pfarrvikar sowohl in Margarethenberg als auch im Anschluss daran in Hadersdorf am Kamp. Am 1. Oktober 1801 wurde Ausanius Detterle zum 56. und zugleich letzten Abt des Klosters Raitenhaslach gewählt, die Benediktion erfolgte durch Abt Urban Tremmel aus dem Kloster Aldersbach. Als das Kloster am 1. April 1803 im Zuge der Säkularisation aufgehoben und das Inventar enteignet wurde, gelang es Abt Detterle noch viele Gegenstände wie Graphiken und Bilder zu ersteigern. Nach seiner Pensionierung lebte er noch viele Jahre neben der Klosterkirche und kümmerte sich auch weiterhin um die Pfarrseelsorge. Als er am 20. Februar 1829 verstarb, wurde er nach drei Tagen auf dem Marienberger Friedhof beigesetzt. Auf dem noch erhaltenen Grabstein steht zu lesen.
Ausanius Detterle, letzter Abt des Cisterzienser Stiftes Raitenhaslach; geb. zu Asbach 22. August 1755, gest. zu Raitenhaslach am 20. Februar 1829.
Wer ihn kannte, segnet sein Andenken; denn er war ein frommer Ordensmann, ein würdiger Prälat und ein stiller Wohltäter der Armen.

## Sonstiges
Ausanius Detterle hatte acht Geschwister aus der ersten und zwei Halbgeschwister aus der zweiten Ehe seines Vaters mit Maria Anna Mühler. Ein jüngerer Bruder, Bruno Detterle, amtierte von 1801 bis 1832 als Abt des Klosters Wilhering.